# 刘延 (曹操武将)
劉延（?—?），东汉時代末期政治人物，曹操屬下武将，官至東郡太守。
200年，白馬之戰時，袁紹屬下顏良在白马攻打东郡太守刘延，曹操派张辽和關羽为先锋攻击顏良。關羽望见顏良麾盖，策马於万众之中刺死顏良，斩首而还，袁绍诸将都不能抵擋，袁軍遂解白马围。
小説《三國演義》描寫關羽千里走單騎時，為報關羽解圍之恩，沒有難為關羽。但是劉延因為害怕夏侯惇和秦琪，不敢把船給關羽，讓他渡黃河。後來登場的零陵太守劉度之子劉賢，在嘉靖本、李卓吾本等版本作「劉延」，但沒有說明與東郡太守劉延是否為同一人物。